# Vincas Čepinskis
Vincas Čepinskis (ur. 3 maja 1871 w Dargaičiai koło Janiszek, zm. 22 sierpnia 1940 w Kownie) – litewski fizyk, profesor Uniwersytetu Witolda Wielkiego, poseł na Sejm Ustawodawczy Litwy (1920–22).

## Życiorys
W 1890 roku ukończył gimnazjum w Szawlach, później studiował fizykę i chemię na Uniwersytecie w Sankt Petersburgu (1890–94). Naukę kontynuował w Getyndze, Lipsku i Zurychu.
W latach 1894–96 pracował jako asystent Dmitrija Mendelejewa, później był nauczycielem w Lipawie.
Po powrocie na Litwę w 1918 roku został posłem w Londynie. W latach 1920–22 pracował na tzw. wyższych kursach jako wykładowca fizyki, po utworzeniu w 1922 roku Uniwersytetu Litewskiego w Kownie objął na nim katedrę. W latach 1922–23 i 1928–29 prorektor, a w okresie 1923–24 i 1929–33 rektor Uniwersytetu Witolda Wielkiego.
W 1926 roku był krótko ministrem edukacji z nominacji socjaldemokratów w rządzie powstałym po wyborach z maja 1926 roku. Przyczynił się do stworzenia dobrych warunków rozwoju polskiej oświaty na Litwie, za co był krytykowany przez litewskich nacjonalistów.